# Lijst van voetbalinterlands Burkina Faso - Mauritanië
Deze lijst van voetbalinterlands is een overzicht van alle voetbalwedstrijden tussen de nationale teams van Burkina Faso (dat tot 1984 Opper-Volta heette) en Mauritanië. De landen speelden tot op heden twaalf keer tegen elkaar. De eerste ontmoeting was een kwalificatiewedstrijd voor het Wereldkampioenschap voetbal 1978 op 13 maart 1976 in Ouagadougou. Het laatste duel, een groepswedstrijd tijdens het African Championship of Nations 2024, werd gespeeld in Dar es Salaam (Tanzania) op 13 augustus 2025.

## Wedstrijden
| №  | Plaats        | Datum            | Competitie                           | Wedstrijd                 | Uitslag |
| -- | ------------- | ---------------- | ------------------------------------ | ------------------------- | ------- |
| 1  | Ouagadougou   | 13 maart 1976    | WK 1978 kwalificatie                 | Opper-Volta – Mauritanië  | 1 – 1   |
| 2  | Nouakchott    | 28 maart 1976    | WK 1978 kwalificatie                 | Mauritanië – Opper-Volta  | 0 – 2   |
| 3  | Nouakchott    | 31 mei 1996      | WK 1998 kwalificatie                 | Mauritanië – Burkina Faso | 0 – 0   |
| 4  | Ouagadougou   | 16 juni 1996     | WK 1998 kwalificatie                 | Burkina Faso – Mauritanië | 2 – 0   |
| 5  | Nouakchott    | 1 juli 2000      | Afrika Cup 2002 kwalificatie         | Mauritanië – Burkina Faso | 0 - 0   |
| 6  | Ouagadougou   | 15 juli 2000     | Afrika Cup 2002 kwalificatie         | Burkina Faso – Mauritanië | 3 – 0   |
| 7  | Nouakchott    | 8 september 2018 | Afrika Cup 2019 kwalificatie         | Mauritanië − Burkina Faso | 2 − 0   |
| 8  | Ouagadougou   | 22 maart 2019    | Afrika Cup 2019 kwalificatie         | Burkina Faso − Mauritanië | 1 − 0   |
| 9  | Abu Dhabi     | 30 december 2021 | Vriendschappelijk                    | Mauritanië − Burkina Faso | 0 − 0   |
| 10 | Casablanca    | 17 oktober 2023  | Vriendschappelijk                    | Mauritanië − Burkina Faso | 1 − 2   |
| 11 | Bouaké        | 16 januari 2024  | Afrika Cup 2023                      | Burkina Faso − Mauritanië | 1 − 0   |
| 12 | Dar es Salaam | 13 augustus 2025 | African Championship of Nations 2024 | Mauritanië − Burkina Faso | 1 − 0   |

## Samenvatting
| Competitie                      | Totaal gespeeld | Winst Burkina Faso | Gelijk | Winst Mauritanië | Doelsaldo Burkina Faso – Mauritanië |
| ------------------------------- | --------------- | ------------------ | ------ | ---------------- | ----------------------------------- |
| WK-kwalificatie                 | 4               | 2                  | 2      | 0                | 5 − 1                               |
| Afrika Cup                      | 1               | 1                  | 0      | 0                | 1 − 0                               |
| Afrika Cup-kwalificatie         | 4               | 2                  | 1      | 1                | 4 − 2                               |
| African Championship of Nations | 1               | 0                  | 0      | 1                | 0 − 1                               |
| Vriendschappelijk               | 2               | 1                  | 1      | 0                | 2 − 1                               |
| Totaal                          | 12              | 6                  | 4      | 2                | 12 − 5                              |

Wedstrijden bepaald door strafschoppen worden, in lijn met de FIFA, als een gelijkspel gerekend.
FBF · A-internationals · Olympisch elftal · Burkinees vrouwenelftal
1960 – 1969 · 
1970 – 1979 · 
1980 – 1989 · 
1990 – 1999 · 
2000 – 2009 · 
2010 – 2019 ·
2020 − 2029
Algerije ·
Angola ·
Bahrein ·
België ·
Benin ·
Botswana ·
Burundi ·
Centraal-Afrikaanse Republiek ·
Chili ·
Comoren ·
Congo-Brazzaville ·
Congo-Kinshasa ·
Djibouti ·
Egypte ·
Equatoriaal-Guinea ·
Ethiopië ·
Gabon ·
Gambia ·
Ghana ·
Guinee ·
Guinee-Bissau ·
Iran ·
Ivoorkust ·
Kaapverdië ·
Kameroen ·
Kazachstan ·
Kenia ·
Kosovo · 
Lesotho ·
Liberia ·
Libië ·
Madagaskar ·
Malawi ·
Mali ·
Marokko ·
Mauritanië ·
Mozambique ·
Namibië ·
Niger ·
Nigeria ·
Noord-Korea ·
Oeganda ·
Oezbekistan ·
Oman ·
Qatar ·
Senegal ·
Seychellen ·
Sierra Leone ·
Soedan ·
Swaziland ·
Tanzania ·
Togo ·
Tunesië ·
Zambia ·
Zimbabwe ·
Zuid-Afrika ·
Zuid-Korea ·
Zuid-Soedan
Nigeria (2013)
FFRIM · A-internationals · Mauritaans vrouwenelftal
1960 – 1969 · 
1970 – 1979 · 
1980 – 1989 · 
1990 – 1999 · 
2000 – 2009 · 
2010 – 2019 ·
2020 − 2029
Algerije ·
Angola ·
Bahrein ·
Benin ·
Botswana ·
Burkina Faso ·
Burundi ·
Canada ·
Centraal-Afrikaanse Republiek ·
Comoren ·
Congo-Brazzaville ·
Congo-Kinshasa ·
Equatoriaal-Guinea ·
Egypte ·
Ethiopië ·
Gabon ·
Gambia ·
Guinee ·
Guinee-Bissau ·
Irak ·
Ivoorkust ·
Jemen ·
Jordanië ·
Kaapverdië ·
Kameroen ·
Kenia ·
Lesotho ·
Libanon ·
Liberia ·
Libië ·
Madagaskar ·
Mali ·
Marokko ·
Mauritius ·
Mozambique ·
Niger ·
Oeganda ·
Oman ·
Palestina ·
Rwanda ·
Saoedi-Arabië ·
Senegal ·
Sierra Leone ·
Soedan ·
Somalië ·
Syrië ·
Tanzania ·
Togo ·
Tunesië ·
Verenigde Arabische Emiraten ·
Zambia ·
Zimbabwe ·
Zuid-Afrika ·
Zuid-Jemen ·
Zuid-Soedan